# Matt Griffin (Rennfahrer)

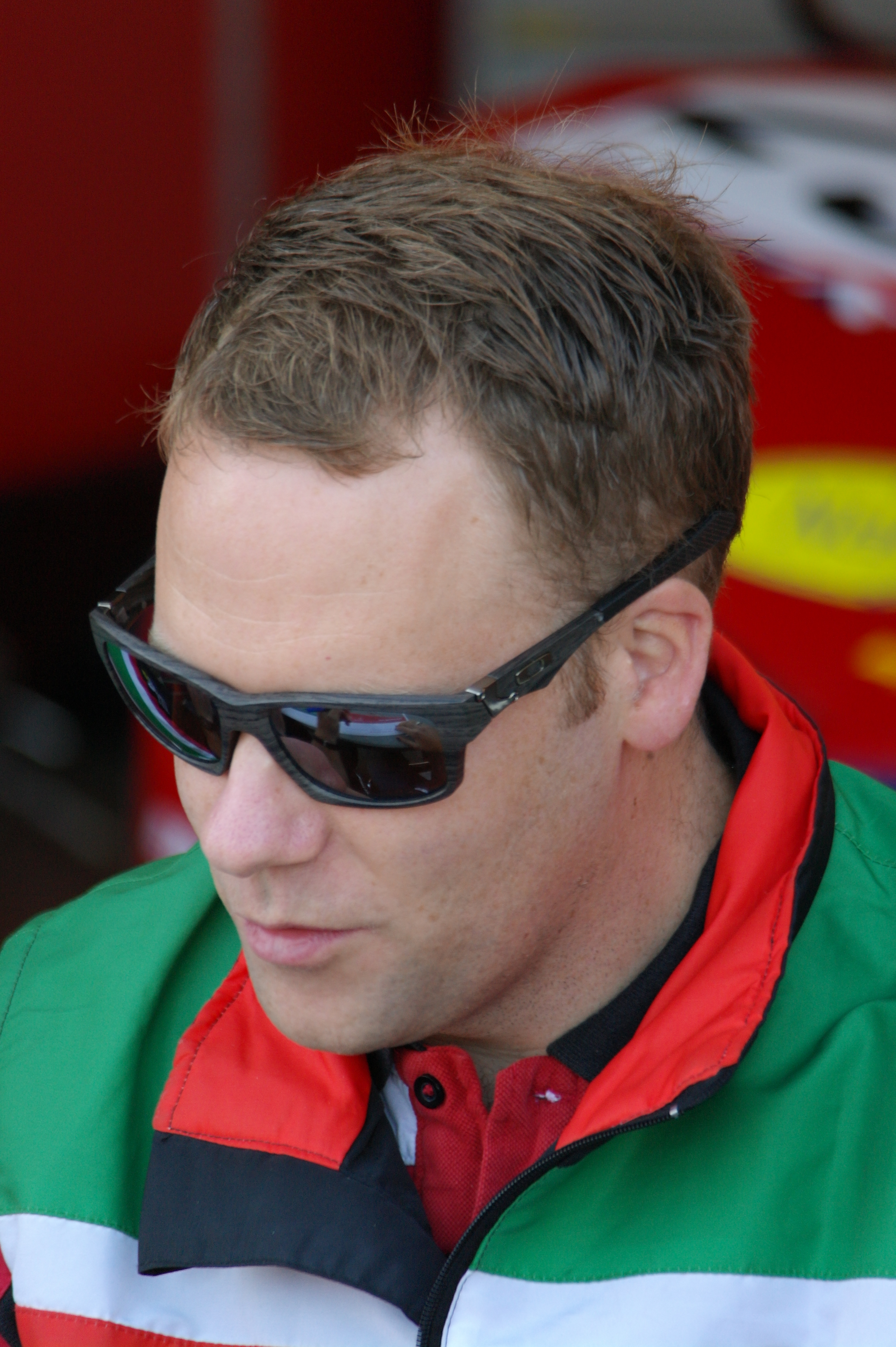
Matt Griffin 2014

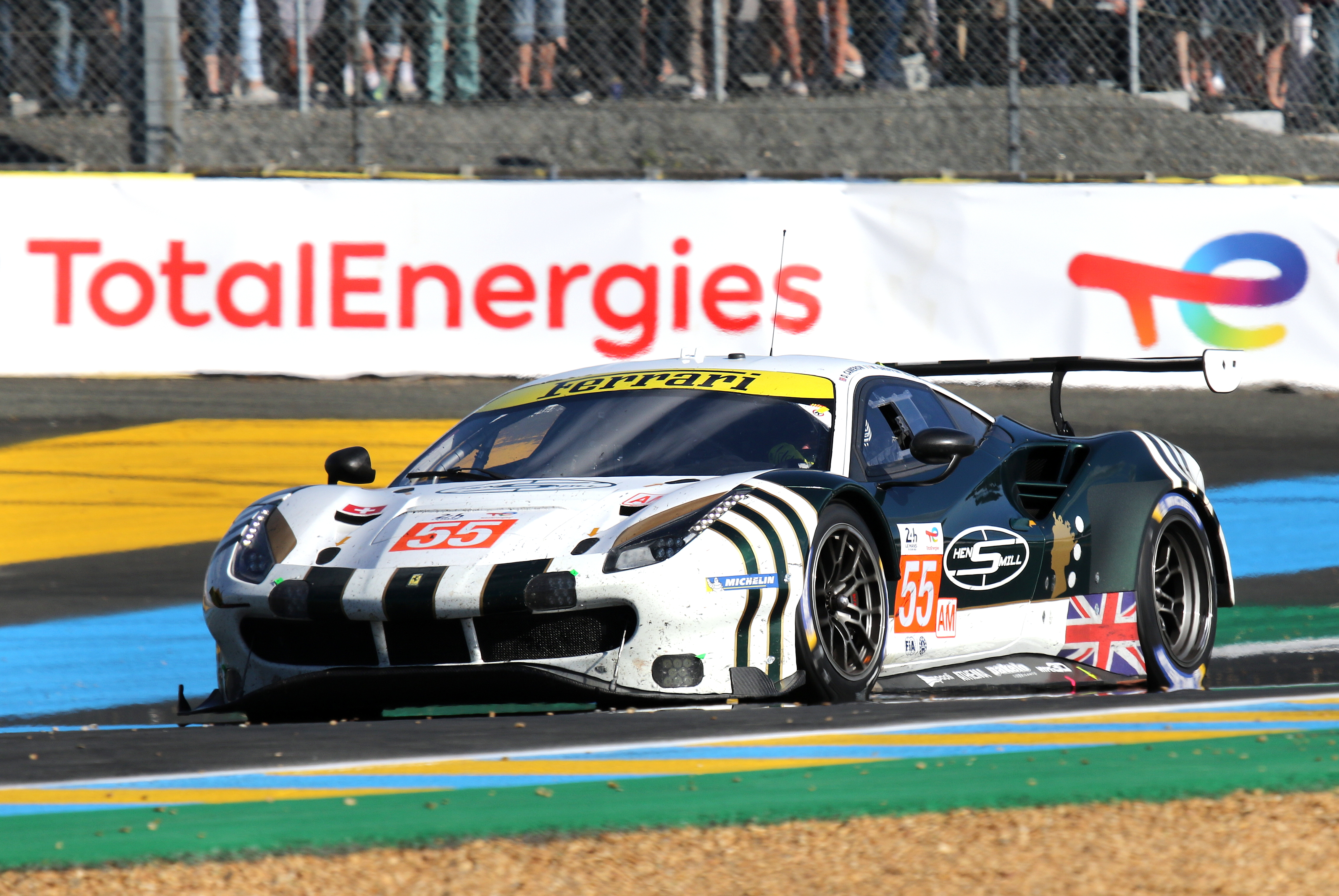
Der von Matt Griffin beim 24-Stunden-Rennen von Le Mans 2022 gefahrene Ferrari 488 GTE Evo

Matthew John „Matt“ Griffin (* 1. Oktober 1982 in Cork) ist ein irischer Autorennfahrer.

## Karriere im Motorsport
Matt Griffin begann seine Karriere 2001 in der britischen Formel-Renault-Meisterschaft, wo er seine erste komplette Monopostosaison hinter Carl Breeze, Richard Antinucci, Danny Watts, Heikki Kovalainen und Tom Sisley als Gesamtsechster abschloss. Nach einem 11. Endrang 2002 verließ er nach dem Ablauf der Saison die Serie und den Monopostosport und wechselte 2003 in den GT- und Tourenwagensport. 
Der Wechsel brachte ihm schon im ersten Jahr einen Meisterschaftserfolg. Er gewann 2003 die Gesamtwertung der GTC-Klasse der britischen GT-Meisterschaft und feierte dabei bei elf Rennstarts achte Klassensiege. Mitte der 2000er-Jahre etablierte sich Griffin im nationalen und internationalen GT-Sport. Er fuhr Rennen im britischen Porsche-Carrera-Cup, den International GT Open, der FIA-GT-Meisterschaft und der European Le Mans Series. 
Anfang der 2010er-Jahre wurde Griffin Teammitglied bei AF Corse und wurde 2012 Gesamtzweiter der GTE-Am-Klasse der European Le Mans Series. 2013 gewann er diese Gesamtwertung. 2012 gab er sein Debüt beim 24-Stunden-Rennen von Le Mans, wo er bisher fünfmal am Start war. 2015 gewann er die GT-Am-Klasse beim 24-Stunden-Rennen von Dubai und der Blancpain Endurance Series.

## Statistik

### Le-Mans-Ergebnisse
| Jahr | Team              | Fahrzeug               | Teamkollege        | Teamkollege            | Platzierung | Ausfallgrund    |
| ---- | ----------------- | ---------------------- | ------------------ | ---------------------- | ----------- | --------------- |
| 2012 | AF Corse          | Ferrari 458 Italia GTC | Nicola Cadei       | Piergiuseppe Perazzini | Ausfall     | Unfall          |
| 2013 | AF Corse          | Ferrari 458 Italia GT2 | Jack Gerber        | Marco Cioci            | Rang 27     |                 |
| 2014 | RAM Racing        | Ferrari 458 Italia GT2 | Álvaro Parente     | Federico Leo           | Ausfall     | Getriebeschaden |
| 2015 | AF Corse          | Ferrari 458 Italia GT2 | Duncan Cameron     | Alex Mortimer          | Ausfall     | Defekt          |
| 2016 | AF Corse          | Ferrari 458 Italia GT2 | Duncan Cameron     | Aaron Scott            | Rang 43     |                 |
| 2017 | Clearwater Racing | Ferrari 488 GTE        | Weng Sun Mok       | Keita Sawa             | Rang 31     |                 |
| 2018 | Clearwater Racing | Ferrari 488 GTE        | Weng Sun Mok       | Keita Sawa             | Rang 36     |                 |
| 2019 | Clearwater Racing | Ferrari 488 GTE        | Luís Pérez Companc | Matteo Cressoni        | Rang 37     |                 |
| 2020 | Spirit of Race    | Ferrari 488 GTE Evo    | Duncan Cameron     | Aaron Scott            | Ausfall     | Reifenschaden   |
| 2021 | Spirit of Race    | Ferrari 488 GTE Evo    | Duncan Cameron     | David Perel            | Ausfall     | Unfall          |
| 2022 | Spirit of Race    | Ferrari 488 GTE Evo    | Duncan Cameron     | David Perel            | Rang 43     |                 |

### Sebring-Ergebnisse
| Jahr | Team           | Fahrzeug               | Teamkollege | Teamkollege    | Teamkollege | Platzierung | Ausfallgrund |
| ---- | -------------- | ---------------------- | ----------- | -------------- | ----------- | ----------- | ------------ |
| 2014 | Spirit of Race | Ferrari 458 Italia GT3 | Jack Gerber | Michele Rugolo | Marco Cioci | Rang 39     |              |

### Einzelergebnisse in der FIA-Langstrecken-Weltmeisterschaft
| Saison  | Team              | Rennwagen          | 1   | 2   | 3   | 4   | 5   | 6   | 7   | 8   | 9   |
| ------- | ----------------- | ------------------ | --- | --- | --- | --- | --- | --- | --- | --- | --- |
| 2012    | AF Corse          | Ferrari 458 Italia | SEB | SPA | LEM | SIL | SAO | BAH | FUJ | SHA |     |
| 2012    | AF Corse          | Ferrari 458 Italia |     | 26  | DNF | 24  |     |     |     |     |     |
| 2013    | AF Corse          | Ferrari 458 Italia | SIL | SPA | LEM | SAO | AUS | FUJ | SHA | BAH |     |
| 2013    | AF Corse          | Ferrari 458 Italia | 28  | 21  | 27  | DNF | 23  | 25  | 23  | 16  |     |
| 2014    | RAM Racing        | Ferrari 458 Italia | SIL | SPA | LEM | AUS | FUJ | SHA | BAH | SAO |     |
| 2014    | RAM Racing        | Ferrari 458 Italia | 12  |     | DNF |     |     |     |     |     |     |
| 2015    | AF Corse          | Ferrari 458 Italia | SIL | SPA | LEM | NÜR | AUS | FUJ | SHA | BAH |     |
| 2015    | AF Corse          | Ferrari 458 Italia |     | DNF | DNF |     |     |     |     |     |     |
| 2016    | AF Corse          | Ferrari 458 Italia | SIL | SPA | LEM | NÜR | MEX | AUS | FUJ | SHA | BAH |
| 2016    | AF Corse          | Ferrari 458 Italia | 43  |     |     |     |     |     |     |     |     |
| 2017    | Clearwater Racing | Ferrari 488 GTE    | SIL | SPA | LEM | NÜR | MEX | AUS | FUJ | SHA | BAH |
| 2017    | Clearwater Racing | Ferrari 488 GTE    | 20  | 27  | 31  | 26  | 25  | 22  | 20  | 24  | 22  |
| 2018/19 | Clearwater Racing | Ferrari 488 GTE    | SPA | LEM | SIL | FUJ | SHA | SEB | SPA | LEM |     |
| 2018/19 | Clearwater Racing | Ferrari 488 GTE    | 23  | 36  | 21  | 28  | 28  |     | 27  | 37  |     |
| 2019/20 | Spirit of Race    | Ferrari 488 GTE    | SIL | FUJ | SHA | BAH | AUS | SPA | LEM | BAH |     |
| 2019/20 | Spirit of Race    | Ferrari 488 GTE    |     |     |     | DNF |     |     |     |     |     |
| 2021    | Spirit of Race    | Ferrari 488 GTE    | SPA | POR | MON | LEM | BAH | BAH |     |     |     |
| 2021    | Spirit of Race    | Ferrari 488 GTE    | DNF |     |     |     |     |     |     |     |     |
| 2022    | Spirit of Race    | Ferrari 488 GTE    | SEB | SPA | LEM | MON | FUJ | BAH |     |     |     |
| 2022    | Spirit of Race    | Ferrari 488 GTE    | 43  |     |     |     |     |     |     |     |     |